# Pak Kwang-ryong
Dans ce nom coréen, le nom de famille, Pak, précède le nom personnel Kwang-ryong.
Pak Kwang-ryong est un footballeur international nord-coréen, né le 27 septembre 1992 à Pyongyang. Il évolue au poste d'avant-centre.

## Biographie
Pak a rejoint le FC Bâle le 27 juin 2011 en provenance du FC Wil. Il a joué la Coupe horlogère de football avec le club en juillet 2011 et a ouvert le score contre West Ham United pour une victoire 2 buts à 1 le 13 juillet 2011. Pak a fait ses réels début avec l'équipe professionnelle en tant que remplaçant le 16 juillet 2011 pour un match nul 1-1 face à BSC Young Boys.
Il est également éligible pour jouer dans l'équipe de Bâle des moins de 19 ans pour les NextGen Series. Il marque son premier but durant le premier match face à Tottenham Hotspur le 17 août 2011.
Le 14 septembre 2011 il devient le premier (et à ce jour toujours le seul) nord-coréen à jouer la Ligue des champions en entrant lors d'un match à la 92e minute. Le jour de son 19e anniversaire le 27 septembre 2011 il rentre à la 81e minute pour un match nul 3-3 face à Manchester United à Old Trafford.
Il marque son premier but en championnat de Suisse le 4 avril 2012 contre le FC Lausanne-Sport à la 87e minute sur un corner d'Alexander Frei, devenant le premier Nord-Coréen à marquer un but dans un championnat de première division d'Europe occidentale.

## Statistiques
| Saison                | Club                  | Championnat           | Championnat | Championnat | Coupe(s) nationale(s) | Coupe(s) nationale(s) | Compétition(s) continentale(s) | Compétition(s) continentale(s) | Compétition(s) continentale(s) | Corée du Nord | Corée du Nord | Total | Total |
| Saison                | Club                  | Division              | M.          | B.          | M.                    | B.                    | Comp.                          | M.                             | B.                             | M.            | B.            | M.    | B.    |
| 2009                  | Wolmido SC            | DPR Korea League      | -           | -           | -                     | -                     | -                              | -                              | -                              | -             | -             | 0     | 0     |
| 2010                  | Wolmido SC            | DPR Korea League      | -           | -           | -                     | -                     | -                              | -                              | -                              | 7             | 1             | 7     | 1     |
| Sous-total            | Sous-total            | Sous-total            | -           | -           | -                     | -                     | -                              | -                              | -                              | 7             | 1             | 7     | 1     |
| 2010-2011             | FC Wil                | Challenge League      | -           | -           | -                     | -                     | -                              | -                              | -                              | -             | -             | 0     | 0     |
| Sous-total            | Sous-total            | Sous-total            | -           | -           | -                     | -                     | -                              | -                              | -                              | -             | -             | 0     | 0     |
| 2011-2012             | FC Bâle               | Super League          | 13          | 1           | 1                     | 2                     | C1                             | 3                              | 0                              | 5             | 2             | 22    | 5     |
| 2012-2013             | FC Bâle               | Super League          | -           | -           | 1                     | 0                     | C3                             | 1                              | 0                              | -             | -             | 2     | 0     |
| 2012-2013             | AC Bellinzone (prêt)  | Challenge League      | 17          | 7           | -                     | -                     | -                              | -                              | -                              | -             | -             | 17    | 7     |
| 2013-2014             | FC Vaduz (prêt)       | Challenge League      | 5           | 2           | -                     | -                     | C3                             | 2                              | 0                              | -             | -             | 7     | 2     |
| 2013-2014             | FC Bâle               | Super League          | 1           | 0           | 1                     | 0                     | -                              | -                              | -                              | -             | -             | 2     | 0     |
| 2013-2014             | FC Vaduz (prêt)       | Challenge League      | 18          | 9           | -                     | -                     | -                              | -                              | -                              | -             | -             | 18    | 9     |
| 2014-2015             | FC Vaduz (prêt)       | Super League          | 19          | 1           | -                     | -                     | C3                             | 4                              | 0                              | 5             | 1             | 28    | 2     |
| Sous-total            | Sous-total            | Sous-total            | 73          | 20          | 3                     | 2                     | -                              | 10                             | 0                              | 10            | 3             | 96    | 25    |
| 2015-2016             | FC Bienne             | Challenge League      | 17          | 4           | 2                     | 4                     | -                              | -                              | -                              | 4             | 1             | 23    | 9     |
| Sous-total            | Sous-total            | Sous-total            | 17          | 4           | 2                     | 4                     | -                              | -                              | -                              | 4             | 1             | 23    | 9     |
| 2015-2016             | FC Lausanne-Sport     | Challenge League      | 9           | 6           | -                     | -                     | -                              | -                              | -                              | 1             | 0             | 10    | 6     |
| 2016-2017             | FC Lausanne-Sport     | Super League          | 30          | 4           | 1                     | 1                     | -                              | -                              | -                              | 5             | 4             | 36    | 9     |
| Sous-total            | Sous-total            | Sous-total            | 39          | 10          | 1                     | 1                     | -                              | -                              | -                              | 6             | 4             | 46    | 15    |
| 2017-2018             | SKN Sankt Pölten      | Bundesliga            | 15          | 1           | 2                     | 1                     | -                              | -                              | -                              | 5             | 3             | 22    | 5     |
| 2018-2019             | SKN Sankt Pölten      | Bundesliga            | 24          | 4           | 2                     | 0                     | -                              | -                              | -                              | 3             | 1             | 29    | 5     |
| 2019-2020             | SKN Sankt Pölten      | Bundesliga            | 13          | 5           | 2                     | 2                     | -                              | -                              | -                              | 3             | 0             | 18    | 7     |
| Sous-total            | Sous-total            | Sous-total            | 52          | 10          | 6                     | 3                     | -                              | -                              | -                              | 11            | 4             | 69    | 17    |
| Total sur la carrière | Total sur la carrière | Total sur la carrière | 181         | 44          | 12                    | 10                    | -                              | 10                             | 0                              | 38            | 13            | 241   | 67    |

## Palmarès

### En club
FC Bâle
- Coupe horlogère de football
  - Vainqueur en 2011
- Championnat de Suisse
  - Champion en 2012
- Coupe de Suisse
  - Vainqueur en 2012

 FC Vaduz
- Coupe du Liechtenstein
  - Vainqueur en 2014
- Championnat de Suisse D2
  - Champion en 2014

### En sélection
Corée du Nord
- AFC Challenge Cup : 
  - Vainqueur en 2010 et 2012